# Saint-Georges-sur-Layon
Saint-Georges-sur-Layon är en kommun i departementet Maine-et-Loire i regionen Pays de la Loire i nordvästra Frankrike. Kommunen ligger i kantonen Doué-la-Fontaine som tillhör arrondissementet Saumur. År 2018 hade Saint-Georges-sur-Layon 759 invånare.

## Befolkningsutveckling
Antalet invånare i kommunen Saint-Georges-sur-Layon
| Referens: INSEE |